# Sony Ericsson M600

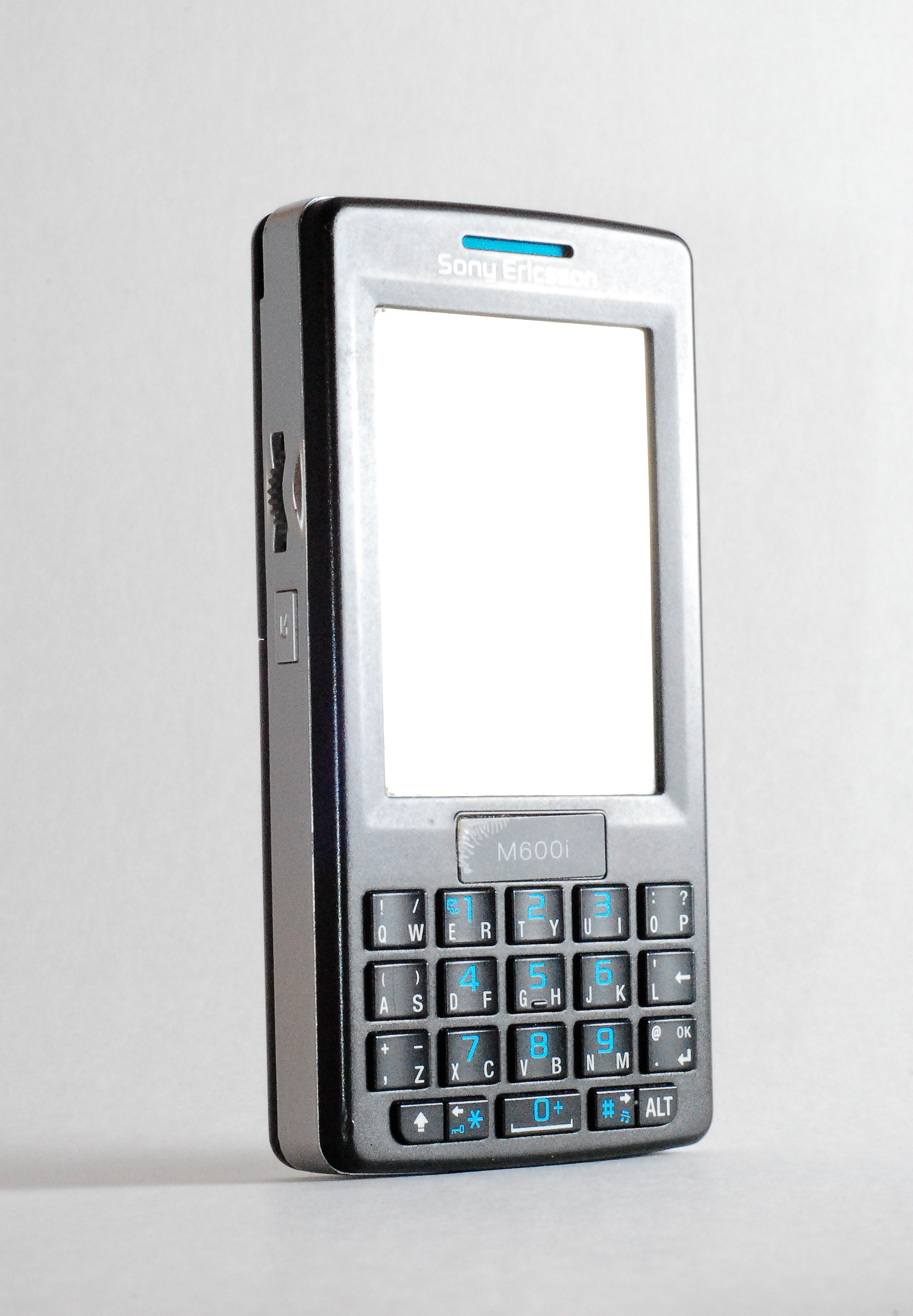
Hình ảnh Sony Ericsson M600

Sony Ericsson M600 là mẫu điện thoại chuyên dụng được thiết kế dành riêng cho giới doanh nhân, với bàn phím QWERTY cực lớn và không có chức năng camera.

## Tổng quan
Người dùng M600 có thể dùng bút Stylus để sử dụng chức năng cảm ứng thay cho việc dùng bàn phím. Chiếc điện thoại khá phù hợp với những người bận rộn với công việc kinh doanh, nó có đầy đủ các chức năng văn phòng như: kết nối internet, gửi và nhận email, tính toán bằng Microsoft Word, Excel, Powerpoint, AutoCad.
Sony Ericsson M600 có khả năng kết nối 3G, Wifi, Bluetooth, Hồng ngoại, HSCSD và EDGE. Máy chạy trên hệ điều hành Symbian OS v9.1
Tuy nhiên, thiếu sót lớn nhất của M600 là việc không có camera chính, mà chỉ có 1 camera dành cho 3G với độ phân giải chỉ 0,3MP.

## Tính năng
- Máy có thể sử dụng trên 1 băng tần là UMTS và 3 băng tần GSM 900/1800/1900
- Kích thước: 107x57x15mm
- Trọng lượng: 112g
- Bộ nhớ trong của máy khá lớn, 80MB và hỗ trợ thẻ nhớ ngoài M2 lên tới 2GB
- Hỗ trợ chức năng dò đường qua vệ tinh (GPS)
- Màn hình lớn (240x320pixels)
- Pin BST-33 có thể giúp M600 có thời gian thoại lên tới 7 giờ và chờ lên đến 340 giờ